# James L. Holloway III.
James Lemuel Holloway III. (23. února 1922, Charleston – 26. listopadu 2019 Alexandria) byl admirál a pilot námořnictva Spojených států amerických ve výslužbě, který obdržel mnoho vyznamenání za svoji činnost během druhé světové války, korejské války a vietnamské války. Po Vietnamské válce byl poslán do Pentagonu, kde založil program letadlových lodí s nukleárním pohonem. Jako velitel námořních operací sloužil v letech 1974 až 1978.